# American Stout
American Stout é uma cerveja escura feita usando malte torrado ou cevada torrada, lúpulo, água e fermento. O que a difere de seu estilo-mãe, as Oatmeal stouts, é a presença marcante dos lúpulos cítricos e com amargor pronunciado da escola americana de cervejaria.